# Betonrecycling
Als Betonrecycling wird die Wieder- und Weiterverwendung von Beton und dessen Bestandteilen bezeichnet.
Abhängig vom Zeitpunkt des Recyclings wird zwischen Frisch- und Festbetonrecycling unterschieden. Dem Frischbetonrecycling werden Betonreste zugeführt, die z. B. bei der Betonherstellung anfallen und noch nicht erhärtet sind. Beim Festbetonrecycling hingegen wird erhärteter Beton, der meist beim Abbruch von Bauwerken gewonnen wird, zerkleinert und zu Recyclingbeton verarbeitet.

## Frischbetonrecycling
Beim Frischbetonrecycling werden noch nicht erhärtete Betonreste mit Wasser gewaschen und so die Gesteinskörnung vom Zementleim getrennt. Die Gesteinskörnung kann nach anschließender Siebung wieder der Betonherstellung zugeführt werden. Das beim Waschen der Betonreste entstehende und auch beim Auswaschen von Fahrmischern anfallende Restwasser enthält Zementkörner und andere Feinstoffe und darf gemäß DIN EN 1008 bei der Betonherstellung dem Zugabewasser beigefügt werden. Dies wird als Restwasserrecycling bezeichnet. Das zulässige Verhältnis von Restwasser zu Frischwasser für eine neue Mischung richtet sich nach dem Feinstoffgehalt des Restwassers und der geforderten Betonqualität. Betone, an die besonders hohe Anforderungen gestellt werden (hochfester Beton, Luftporenbeton, …), dürfen in der Regel nur mit Frischwasser gemischt werden.
Frischbetonrecycling wird praktisch von allen deutschen Betonherstellern betrieben. Bei der Herstellung anfallender Restbeton kann durch das Verfahren fast vollständig der Betonproduktion erneut zugeführt werden.

## Festbetonrecycling
Das Recycling von Festbeton beginnt bereits beim Abbruch von Gebäuden durch eine möglichst sortenreine Vorsortierung. Betonabbruch wird anschließend durch Brecher zu Betonsplitt und Brechsand zerkleinert. Beim Abbruch von Stahlbeton gehört auch die Aussortierung von Bewehrungsstahl dazu. Dieser Stahlschrott kann durch Einschmelzen zu neuen Stahlerzeugnissen geformt werden.
Betonsplitt und Brechsand stehen für verschiedene Zwecke zur Verfügung. Mit klassiertem Betonsplitt kann Recyclingbeton hergestellt werden. Die Anforderungen an diese „rezyklierte Gesteinskörnung“ werden in der deutschen Norm DIN 4226-100 festgelegt. Da Betonsplitt immer aus der natürlichen Gesteinskörnung, die bei der Herstellung verwendet wurde, und aus anhaftendem Zementstein besteht, muss bei der Herstellung von Recyclingbeton u. a. ein veränderter Wasseranspruch berücksichtigt werden.
Ein weiteres großes Einsatzgebiet für Splitt und Sand aus dem Festbetonrecycling ist der Straßen- und Wegebau. Betonsplitt kann z. B. für ungebundene Tragschichten eingesetzt werden und dabei Splitt aus Primärquellen ersetzen.
Der energetische Vorteil des Festbetonrecyclings ergibt sich in erster Linie aus den potentiell kürzeren Transportwegen.

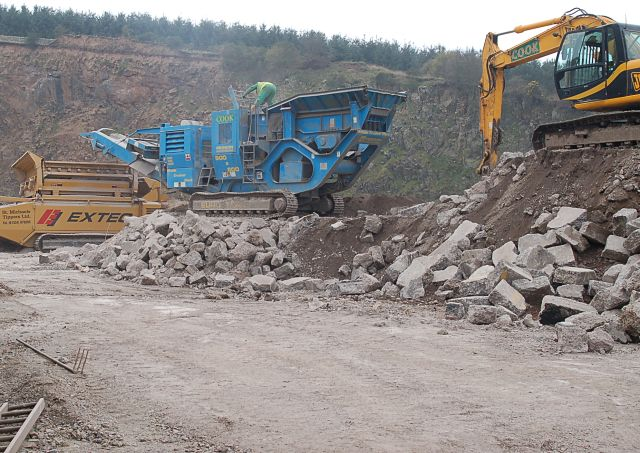
Zerkleinerung von Bauschutt mit einem mobilen Brecher (blau)
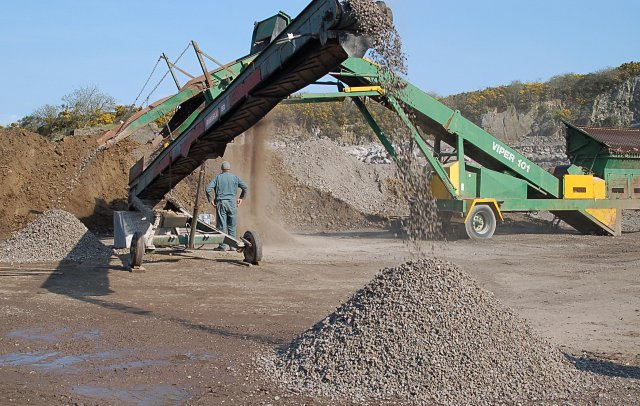
Trennung des Materials nach Korngrößen
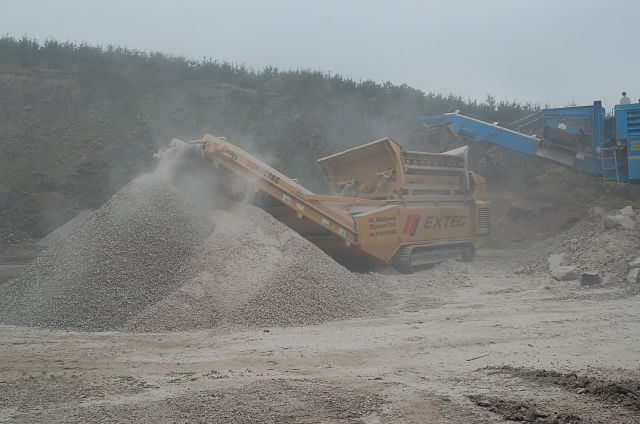
Staubentwicklung bei der Klassierung
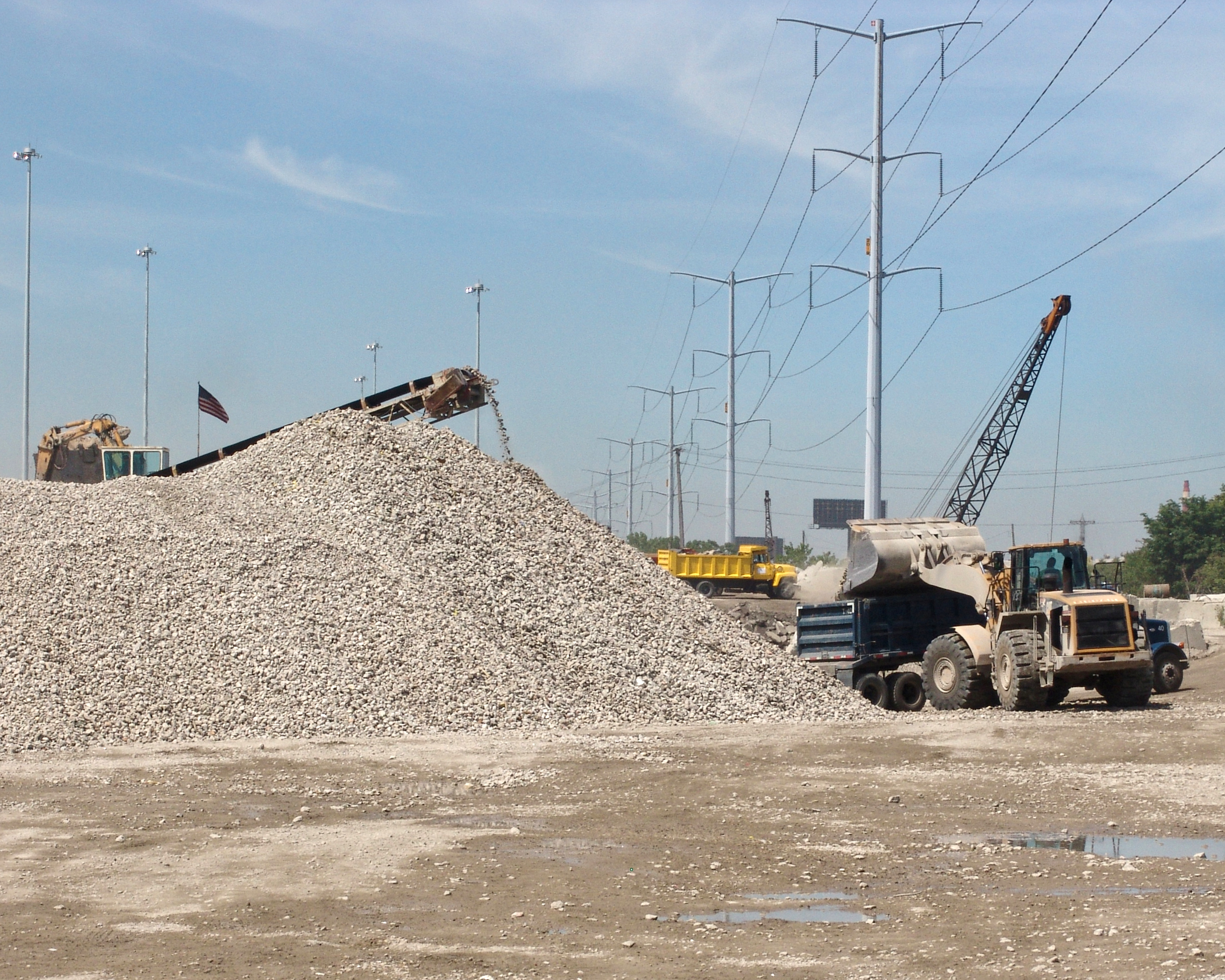
Verladen von Betonsplitt

## Normung
- Deutsches Institut für Normung (Hrsg.): DIN 4226-100:2002-02 – Gesteinskörnungen für Beton und Mörtel – Teil 100: Rezyklierte Gesteinskörnungen.
- Deutsches Institut für Normung (Hrsg.): DIN EN 206-1:2001-07 – Beton – Teil 1: Festlegung, Eigenschaften, Herstellung und Konformität.
- Deutsches Institut für Normung (Hrsg.): DIN EN 1008 – Zugabewasser für Beton – Festlegung für die Probenahme, Prüfung und Beurteilung der Eignung von Wasser, einschließlich bei der Betonherstellung anfallendem Wasser, als Zugabewasser für Beton.